# Diamond (álbum de Jaci Velásquez)
Diamond es el duodécimo álbum de estudio de la cantante Jaci Velasquez, fue lanzado el 7 de febrero del 2012. Con este álbum fue el gran regreso de la cantante luego de un retiro temporal de la música para dedicarse a sus pequeños hijos Zeland y Soren.

## Listado de Canciones
1. Diamond
2. Give Them Jesus
3. The Sound Of Your Voice
4. Stay
5. Fall For You
6. Con El Viento A Mi Favor
7. Tell Me Again
8. Girl
9. Trust In You
10. Guilt
11. Good Morning Sunshine

## Edición de Lujo
1. On My Knees (Versión acústica)
2. Flower in the Rain (Versión acústica)
3. Imagine Me Without You (Versión acústica)

## Sencillos
1. Give Them Jesus
2. The Sound Of Your Voice

- Con El Viento A Mi Favor (para Latinoamérica)
- Stay (para Latinoamérica)

- Datos: Q5270718